# Velko Markov
Velko Petrov Markov, conegut com a Milton, va ser un socialista revolucionari búlgar i dirigent de l'Organització Interna Revolucionària de Macedònia.
Velko Markov va nàixer el 12 de febrer de 1870 en el si d'una família pobra a l'aldea de Seltsé, al Municipi de Kruševo, i llavors part de l'Imperi Otomà. En 1892 o 1894 es va traslladar a Sofia, on va treballar com a constructor i fuster. Es va associar amb Vasil Glavinov i es va convertir en membre del Partit socialdemòcrata obrer búlgar. Va ser fundador del sindicat de fusters de Sofia i del Partit Socialista de Macedònia en 1896. En 1899 es va traslladar a Kruševo i posteriorment es va instal·lar a Bítola com a fuster. A Bítola va crear un cercle socialista, i el 2 de juny de 1900 va organitzar una conferència socialista a Kruševo, en la qual els grups socialistes van decidir aliar-se en l'Organització Interna Revolucionària de Macedònia (VMRO).
Al març de 1901 es va unir al grup de Nicolas Rusinsky però a l'agost Markov ja s'havia convertit en el líder del grup. A Kruševo els ciutadans van protestar contra el cap de la policia Ali Effendi. Però el comitè de recerca i Ali Effendi van efectuar persecucions i pallisses. Moltes persones van ser arrestades, i una dotzena del grup de Markov, incloent-hi tres professors entre els quals s'hi trobava Peter Ivanov en van ser expulsats. El 26 de maig, el grup es trobava al poble de Rakitnitsa, atacat per tropes i partisans i va començar una batalla que va durar tot el dia. El rebel Tircho Karev, de Kruševo, va intentar suïcidar-se, però va fallar i va demanar als seus companys que el mataren. Des de Kruševo es va enviar ajuda sota el comandament de Iordan Piperkata però no van aconseguir travessar el cèrcol. El destacament va informar de sis morts, incloent-hi la de Velko Markov, i varis van ser capturats. Giurtxin Naumov i tres rebels van aconseguir trencar el cèrcol i fugir dels turcs.
L'endemà, van ser assassinats sis vilatans de Rakitnitsa, van ser ferides dues persones, 30 persones van ser torturades, 14 cases cremades i altres 14 saquejades. El professor i revolucionari Andrei Hristov també va ser torturat.